# Аннинская волость
А́ннинская во́лость (Анненская волость; латыш. Annas pagasts) — одна из шестнадцати территориальных единиц Алуксненского края Латвии. Находится на юге края. Граничит с Алсвикской, Яуналуксненской, Яунаннинской, Калнцемпской волостями своего края, а также со Стамериенской волостью Гулбенского края.
Крупнейшими населёнными пунктами волости являются сёла: Анна (волостной центр), Гревелес, Кадилас, Вецанна.
Через Аннинскую волость проходит региональная автодорога P43 (Литене — Алуксне) и узкоколейный участок железнодорожной линии Гулбене — Алуксне.
По территории волости протекают реки: Дзелзупите, Папарзе, Умара, Вилкупите.

## История
В 1935 году площадь Аннинской волости Валкского уезда составляла 148,3 км², при населении 2338 жителей. В 1945 году в Аннинской волости были созданы Анненский и Мейерский сельские советы (в 1946—1949 годах в составе Алуксненского уезда).
После отмены в 1949 году волостного деления Анненский сельсовет входил поочерёдно в состав Алуксненского (1949—1962, 1967—2009) и Гулбенского (1962—1967) районов.
В 1977 году был произведён обмен территориями со Стамериенским сельским советом.
В 1990 году Анненский сельсовет был реорганизован в волость. В 2009 году, по окончании латвийской административно-территориальной реформы, Аннинская волость вошла в состав Алуксненского края.

## Известные уроженцы и жители
- Креслиньш, Карлис (р. 1945) — ректор Национальной Академии Обороны.